# Elias Herckmans

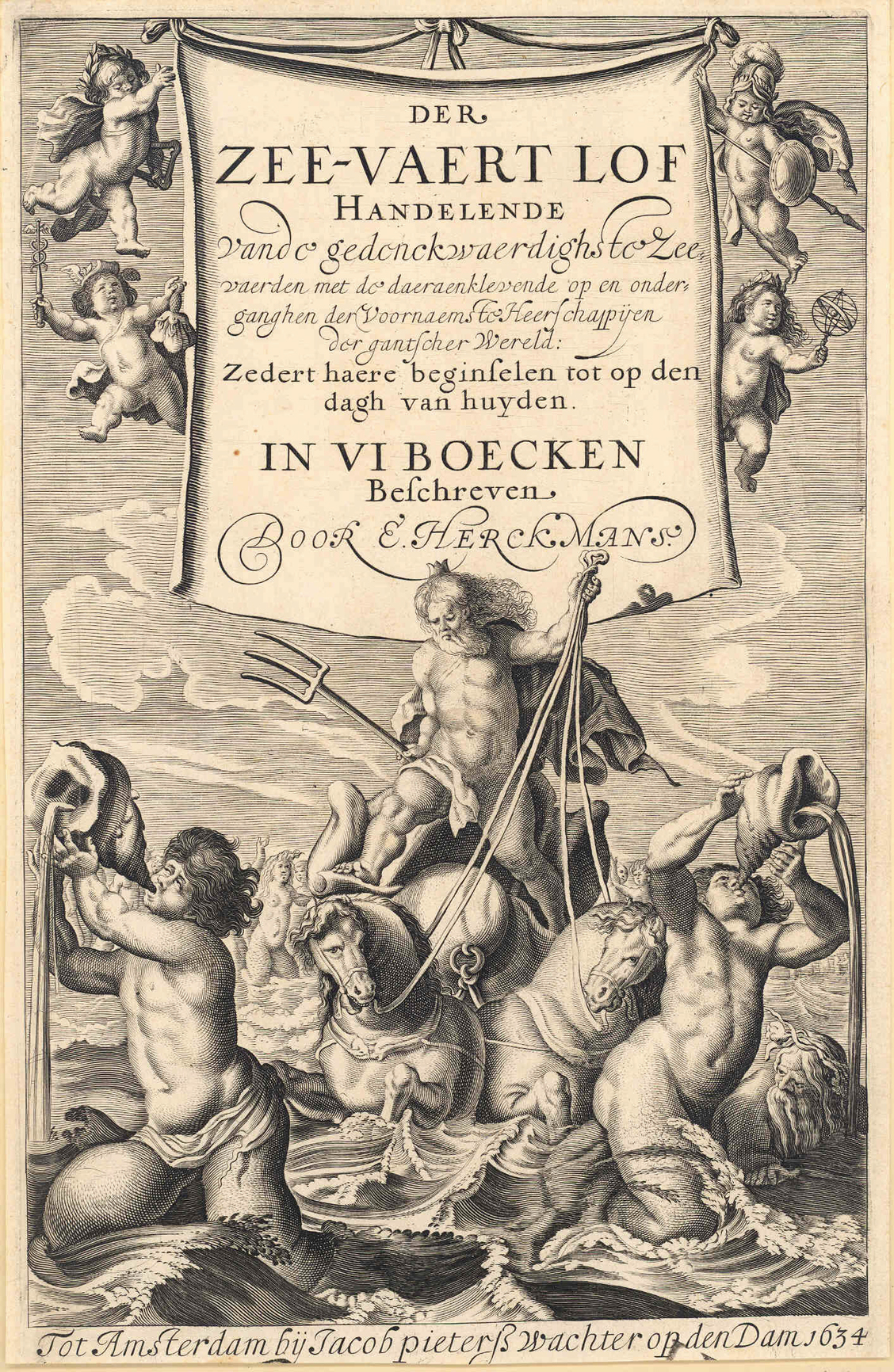
Ilustração de Rembrandt para o livro Der Zee-Vaert Lof, escrito por Elias Herckmans.

Elias Herckmans (Amsterdã, cerca de 1596 — Recife, 8 de janeiro de 1644) foi um geógrafo, cartógrafo, escritor e administrador holandês.

## Administrador colonial

### Capitania da Paraíba
Enquanto diretor da Companhia Neerlandesa das Índias Ocidentais, governou a capitania da Paraíba de 1636 a 1639.
Desse referido período, deixou um relatório etnográfico, econômico e geográfico ricamente detalhado sobre a capitania, ao qual intitulou Generale Beschrjvinge van de Capitania Paraiba («Descrição geral da Capitania da Paraíba»), datado de 1639. Sua primeira parte é dedicada à capital, a segunda aos engenhos do vale do rio Paraíba e a terceira aos costumes dos Tapuias, como eram chamados os índios locais.

### Chile
Posteriormente, envolveu-se na expedição neerlandesa ao Chile, com o intuito de determinar a localização das minas de ouro, estabelecer uma colônia em Valdívia, explorar a ilha de Santa Maria e fazer uma aliança com os indígenas. 
Sob o comando do diretor da Câmara de Amsterdã, Hendrik Brouwer, cinco naus zarparam do Recife em 15 de Janeiro de 1643, alcançando Valdívia em 1 de Maio. Após o ataque à cidade, os neerlandeses rumaram para a ilha de Chiloé, na costa sul do Chile, que depois de capturada teve os sessenta sobreviventes espanhóis aprisionados e executados sumariamente, a fio de espada. 
Nessa ilha, Brouwer adoeceu gravemente, vindo a falecer, tendo o seu corpo sido embalsamado e transportado para Valdívia, onde foi sepultado. Herckmans então assumiu o comando e, embora tendo tido sucesso na aproximação inicial com os Mapuches de Valdívia, teria sido inábil ao deixá-los perceber a real intenção da busca do ouro dos neerlandeses, além de ter sido pouco enérgico com os próprios comandados, que teriam tentado iniciar um motim.

### Volta ao Brasil
De volta ao Recife, Herckmans foi responsabilizado pelo fracasso da expedição, onde, amargurado pelo fracasso e pelas acusações, veio a falecer.